# Sica (Ethnie)

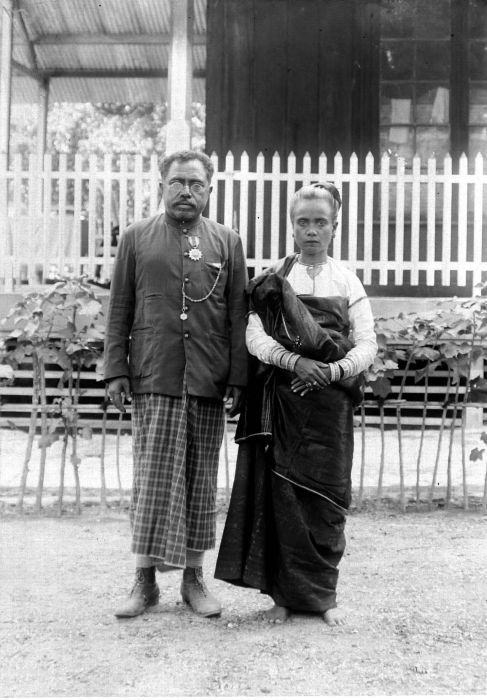
Raja Josephus da Silva von Sikka und seine Frau in der Kolonialzeit

Die Sica (auch Sika, Sikka oder Sikkanesen) sind eine Ethnie mit etwa 180.000 Angehörigen aus dem Osten der indonesischen Insel Flores, wo sie früher das Königreich Sikka beherrschten. Sie sprechen eine malayo-polynesische Sprache, das Sika (auch Sara Sikka). Sich selbst bezeichnet die Ethnie als „Ata Sikka“ („Ata“ bedeutet „Menschen“).

## Name und Herkunft
„Sika“ bedeutet in Sara Sikka so viel wie vertreiben, so dass „Ata Sikka“ so viel wie „die Menschen, die vertrieben wurden“ bedeutet. Ihrer Legende nach wurden die Sica aus ihrer alten Heimat vertrieben und kamen mit dem Schiff nach Flores, wo sie bis in die 1950er Jahre über das östliche Zentrum der Insel herrschten. „Sikka“ war aber auch der Legende nach der Name der ersten einheimischen Frau, die einen der Neuankömmlinge heiratete, die auf Flores Schiffbruch erlitten.

## Sica auf Timor

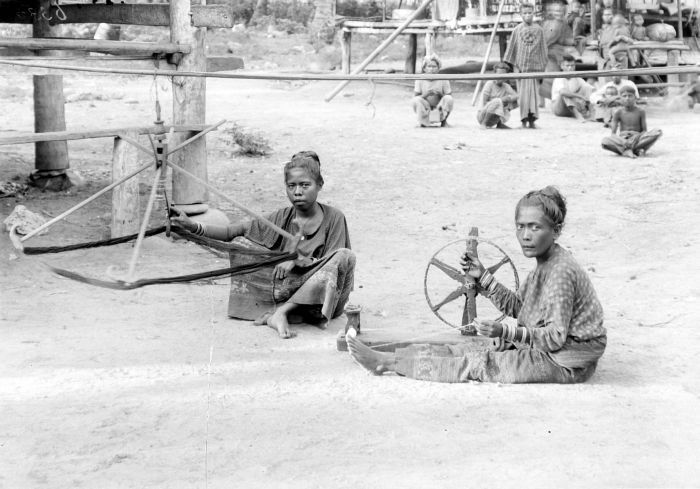
Sica-Frauen beim Spinnen (erste Hälfte des 20. Jhrdt.)

Eine Gruppe von Mestizen aus dem Königreich Sikka und Europäern siedelte 1851 als freiwillige Rekruten nach Dili in Portugiesisch-Timor über. In diesem Jahr hatte der portugiesische Gouverneur José Joaquim Lopes de Lima einen Vertrag mit den Niederlanden geschlossen, mit dem er den Westen von Timor, die Insel Flores und weitere Gebiete auf den Kleinen Sundainseln ihnen abtrat. Diese Vereinbarung wurde im Vertrag von Lissabon 1859 bestätigt. Die Sica bildeten neben den Bidau und den Moradores einen der drei Teile, aus denen sich die portugiesischen Streitkräfte der Kolonie bildeten. Alle drei Volksgruppen lebten in eigenen Vierteln der Hauptstadt. Sprachen sie ursprünglich noch ihre malaiische Sprache, wechselten sie später zu einem kreolischen Portugiesisch. Inzwischen sind sie in der Bevölkerung aufgegangen und bilden keine eigene Gruppe mehr.